# Грищук Максим Олександрович
Макси́м Олекса́ндрович Грищу́к (нар. 18 травня 1984, Тернопіль) — український прокурор, в.о. керівника Спеціалізованої антикорупційної прокуратури (з 21 серпня 2020 до 28 липня 2022 року), учасник АТО. На першому конкурсі на посаду керівника САП був одним із двох претендентів на посаду.

## Життєпис
Народився 18 травня 1984 року в Тернополі, 2001 року закінчив місцеву школу № 5 із поглибленим вивченням іноземних мов. Навчався на юридичному факультеті Тернопільського економічного університету та в магістратурі (2007—2009) Національній академії прокуратури України, які закінчив з відзнакою.[джерело?]
Почав карʼєру 2004 року юристом під час навчання, працював на півставки юрисконсультом у ЖЕКу.
З 2008 року працює в прокуратурі, спершу стажистом у Червонограді Львівської області, з травня 2012 по грудень 2015 року - прокурор у прокуратурі Львова.
У серпні 2014 року призваний на службу до ВДВ ЗСУ під час мобілізації. Воював у зоні проведення АТО в лавах 80-ї та 81-ї бригади, зокрема, в грудні 2014 — січні 2015 захищав Донецький аеропорт.
Починав рядовим із посади стрільця — номера обслуги АГС. Демобілізований у вересні 2015 року з посади командира кулеметного відділення 2-ї роти 122-го окремого аеромобільного батальйону 81-ї ОАЕМБР.
Зі шкільного віку мандрував, займався спортивним орієнтуванням та брав участь у скаутській організації «Пласт», під час служби у ЗСУ призначений інструктором батальйону з картографії. В армії отримав псевдо «Прокурор», а після повернення — «Прокурор-кіборг».
27 листопада 2015 набрав 9 голосів членів конкурсної комісії з обрання антикорупційного прокурора (керівника САП). Його кандидатура, нарівні з кандидатурою Назара Холодницького, подана Генеральному прокурору України Віктору Шокіну.
4 грудня 2015 з подання свого недавнього конкурента призначений на посаду першого заступника керівника САП. Після звільнення Назара Холодницького призначений виконувачем обов'язків голови САП з 21 серпня 2020 року. Низка суперечливих фактів на етапі нового конкурсу на посаду керівника САП у 2021 році перешкодили Максимові Грищуку далі претендувати на цю посаду.
З початком російського вторгнення 2022 в Україну Максим Грищук брав участь в обороні Києва на чолі підрозділу, що складався з 12 прокурорів. З жовтня 2022 року — командир роти вогневої підтримки в 112 бригаді ТрО.

## Нагороди
- Орден «За мужність» III ступеня «за високий рівень професіоналізму, хоробрість, самовідданість і мужність»[11]
- Орден «Народний Герой України».